# Хаава (Вастселійна)
Хаава (ест. Haava) — село в Естонії, входить до складу волості Вастселійна, повіту Вирумаа.
За даними перепису 2011 року в селі проживало 7 осіб.